# Giải vô địch bóng đá nữ CONCACAF 2014
Giải vô địch bóng đá nữ CONCACAF 2014 diễn ra tại Hoa Kỳ từ 15 tháng 10 đến 26 tháng 10 năm 2014. Giải được tổ chức nhằm chọn ra các đại diện của khu vực Bắc, Trung Mỹ và Caribe tham dự Giải vô địch bóng đá nữ thế giới 2015. Ba đội đứng đầu giành suất trực tiếp vào vòng chung kết World Cup trong khi đội hạng tư dự trận play-off liên lục địa.

## Vòng loại
Canada không tham gia do là chủ nhà giải vô địch thế giới 2015. Các đội vượt qua vòng loại:
Chủ nhà
- Hoa Kỳ

Bắc Mỹ
- México (đặc cách)

Trung Mỹ (thông qua Vòng loại khu vực)
- Guatemala
- Costa Rica

Caribe (thông qua Vòng loại khu vực)
- Jamaica
- Trinidad và Tobago
- Haiti
- Martinique

## Vòng bảng
Do Martinique không phải thành viên của FIFA – do là lãnh thổ hải ngoại của Cộng hòa Pháp – nên đội tuyển này không thể tham dự World Cup 2015. Vì vậy vào ngày 5 tháng 9 CONCACAF thông báo rằng đội tuyển Martinique sẽ không thể vượt qua vòng bảng, và trong trường hợp Martinique đứng ở một trong hai vị trí đầu bảng thì đội đứng thứ ba sẽ thay chân họ ở bán kết.

### Bảng A
| VT | Đội                | ST | T | H | B | BT | BB | HS  | Đ | Giành quyền tham dự |
| -- | ------------------ | -- | - | - | - | -- | -- | --- | - | ------------------- |
| 1  | Hoa Kỳ (H)         | 3  | 3 | 0 | 0 | 12 | 0  | +12 | 9 | Vòng knockout       |
| 2  | Trinidad và Tobago | 3  | 2 | 0 | 1 | 3  | 2  | +1  | 6 | Vòng knockout       |
| 3  | Haiti              | 3  | 1 | 0 | 2 | 1  | 7  | −6  | 3 |                     |
| 4  | Guatemala          | 3  | 0 | 0 | 3 | 1  | 8  | −7  | 0 |                     |

| Guatemala | 0–1      | Haiti     |
| --------- | -------- | --------- |
|           | Chi tiết | Zullo 69' |

| Hoa Kỳ      | 1–0      | Trinidad và Tobago |
| ----------- | -------- | ------------------ |
| Wambach 55' | Chi tiết |                    |

| Haiti | 0–1      | Trinidad và Tobago |
| ----- | -------- | ------------------ |
|       | Chi tiết | Cordner 37'        |

| Hoa Kỳ                                              | 5–0      | Guatemala |
| --------------------------------------------------- | -------- | --------- |
| Heath 7', 57' · Lloyd 46' · Engen 58' · Rapinoe 66' | Chi tiết |           |

| Trinidad và Tobago                | 2–1      | Guatemala         |
| --------------------------------- | -------- | ----------------- |
| Cordner 74' · Johnson 83' (ph.đ.) | Chi tiết | M. Monterroso 90' |

| Haiti | 0–6      | Hoa Kỳ                                                                 |
| ----- | -------- | ---------------------------------------------------------------------- |
|       | Chi tiết | Lloyd 15' · Wambach 39', 61' · Klingenberg 57' · Press 65' · Brian 82' |

### Bảng B
| VT | Đội        | ST | T | H | B | BT | BB | HS  | Đ | Giành quyền tham dự |
| -- | ---------- | -- | - | - | - | -- | -- | --- | - | ------------------- |
| 1  | Costa Rica | 3  | 3 | 0 | 0 | 9  | 2  | +7  | 9 | Vòng knockout       |
| 2  | México     | 3  | 2 | 0 | 1 | 13 | 2  | +11 | 6 | Vòng knockout       |
| 3  | Jamaica    | 3  | 1 | 0 | 2 | 8  | 5  | +3  | 3 |                     |
| 4  | Martinique | 3  | 0 | 0 | 3 | 1  | 22 | −21 | 0 |                     |

| Jamaica                                                 | 6–0      | Martinique |
| ------------------------------------------------------- | -------- | ---------- |
| Murray 2', 74' · Duncan 6' · Henry 22', 77' · Allen 71' | Chi tiết |            |

| Costa Rica | 1–0      | México |
| ---------- | -------- | ------ |
| Venegas 8' | Chi tiết |        |

| Costa Rica                  | 2–1      | Jamaica    |
| --------------------------- | -------- | ---------- |
| Cruz Traña 76' · Cedeño 86' | Chi tiết | Duncan 77' |

| Martinique | 0–10     | México |
| ---------- | -------- | --- |
|            | Chi tiết | Samarzich 6' · Duarte 28', 49' · Mayor 34' · Guillou 36' (l.n.) · Garciamendez 40' · Garza 58' · Ocampo 75', 87' · Noyola 90+2' |

| Martinique | 1–6      | Costa Rica                                                   |
| ---------- | -------- | ------------------------------------------------------------ |
| Carin 62'  | Chi tiết | Sanchez 7' · Venegas 25', 90' · Acosta 32' · Cedeño 81', 83' |

| México                      | 3–1      | Jamaica   |
| --------------------------- | -------- | --------- |
| Mayor 29' · Corral 59', 76' | Chi tiết | Henry 14' |

## Vòng đấu loại trực tiếp
|  | Bán kết            | Bán kết |               |   | Chung kết | Chung kết |
|  |                    |         |               |   |           |           |
|  | 24 tháng 10        |         |               |   |           |           |
|  |                    |         |               |   |           |           |
|  | Costa Rica (p)     | 1 (3)   |               |   |           |           |
|  | Costa Rica (p)     | 1 (3)   | 26 tháng 10   |   |           |           |
|  | Trinidad và Tobago | 1 (0)   |               |   |           |           |
|  | Trinidad và Tobago | 1 (0)   | Costa Rica    | 0 |           |           |
|  | 24 tháng 10        |         | Costa Rica    | 0 |           |           |
|  |                    | Hoa Kỳ  | 6             |   |           |           |
|  | Hoa Kỳ             | Hoa Kỳ  | 6             | 3 |           |           |
|  | Hoa Kỳ             |         |               | 3 |           |           |
|  | México             | 0       |               |   |           |           |
|  | México             | 0       | Tranh hạng ba |   |           |           |
|  |                    |         |               |   |           |           |
|  | 26 tháng 10        |         |               |   |           |           |
|  |                    |         |               |   |           |           |
|  | Trinidad và Tobago | 2       |               |   |           |           |
|  | Trinidad và Tobago | 2       |               |   |           |           |
|  | México (s.h.p.)    | 4       |               |   |           |           |

### Bán kết
| Costa Rica                  | 1–1 (s.h.p.) | Trinidad và Tobago           |
| --------------------------- | ------------ | ---------------------------- |
| Venegas 19'                 | Chi tiết     | Hutchinson 73'               |
| Loạt sút luân lưu           |              |                              |
| Alvarado · Sánchez · Acosta | 3–0          | Johnson · Hutchinson · Shade |

| Hoa Kỳ                            | 3–0      | México |
| --------------------------------- | -------- | ------ |
| Lloyd 6', 30' (ph.đ.) · Press 56' | Chi tiết |        |

### Tranh hạng ba
| Trinidad và Tobago      | 2–4 (s.h.p.) | México                                     |
| ----------------------- | ------------ | ------------------------------------------ |
| Cordner 57' · Shade 78' | Chi tiết     | Mayor 24' · Ocampo 79' · Corral 104', 106' |

### Chung kết
| Costa Rica | 0–6      | Hoa Kỳ                                             |
| ---------- | -------- | -------------------------------------------------- |
|            | Chi tiết | Wambach 4', 35', 41', 71' · Lloyd 18' · Leroux 73' |